# 湯本豪一記念日本妖怪博物館
湯本豪一記念日本妖怪博物館（ゆもとこういちきねんにほんようかいはくぶつかん）は、広島県三次市にある博物館。
愛称は三次もののけミュージアム（みよしもののけミュージアム）。

## 概要
妖怪研究家の湯本豪一が長い年月をかけて私財をつぎ込んで収集した、およそ5,000点に及ぶ資料や作品が、当博物館のコレクションの大半を占めている。妖怪をテーマとし、市が管理・運営する公立の博物館としては、日本初である。三次町1691番地4に所在する。三次市によって設置された。
当博物館は、三次市文化会館の跡地を利用して三次地区拠点施設として三次地区文化・観光まちづくり交流館とともに、2019年（平成31年）4月26日に開館された。交流館と同じ敷地内に隣接して建てられている。交流館などを含めた敷地面積は、7,490平方メートルである。当博物館の開館日より、市街地循環バス「くるるん」の停留所「三次中学校前」の名称が「三次もののけミュージアム」に改められた。
博物館の建物の構造は、鉄骨造の2階建てである。設計は、K構造研究所による。延床面積は1,241平方メートルである。1階には、展示室やミュージアムショップ、受付やエントランスホールがある。展示室には、常設展示室、企画展示室、体験型展示室がある。2階には、研修作業室や会議室、収蔵庫がある。

## 開館までの経緯
江戸時代の中期の妖怪物語である『稲生物怪録』が三次町を舞台としており、湯本は当博物館の開館のおよそ30年ほど前に調査の目的で三次の地を訪れ、それ以降も同地と関わりをもっていた。その後、「町おこしのために博物館を開設したい」との旨の申し出を三次市から受けた湯本は後世に保存する適切な博物館をつくることを条件として合意し、自らのコレクションを市に寄贈することにし、当博物館が開館されることになった。2016年（平成28年）12月、コレクションが湯本から三次市に寄贈される。
当博物館を含む三次地区拠点施設の建物は2015年（平成27年）7月から2017年（平成29年）3月にかけて設計され、2017年11月から2019年（平成31年）3月にかけての工事で完成された。一方、約12億6500万円の建設費用に対して年間予想収益は約290万円に留まり、2017年9月には開館に反対する市民が陳情書と6800筆あまりの署名を三次市議会へ提出した。2018年（平成30年）10月27日から11月4日にかけて、プレオープンイベント「スペイン展凱旋 妖怪コレクション展」が三次市東酒屋町で開催される。

## 交通アクセス
- 西日本旅客鉄道（JR西日本）三次駅からバスでおよそ8分[20]
- 中国自動車道 三次インターチェンジから車でおよそ10分[20]